# Wolodymyr Tschechiwskyj

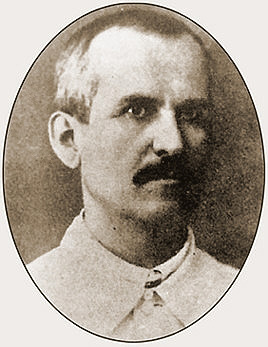
Wolodymyr Tschechiwskyj (vor 1919)

Wolodymyr Mussijowytsch Tschechiwskyj (ukrainisch Володимир Мусійович Чехівський; * 19. Juli 1876 in Horochuwatka, Gouvernement Kiew, Russisches Kaiserreich; † 3. November 1937 in Sandarmoch, Karelische ASSR, Sowjetunion) war ein ukrainischer Politiker und Kirchenmann, Mitglied der Ukrainischen Sozialdemokratischen Arbeiterpartei (Ukrajinska sozial-demokratytschna robitnytscha partija, USDRP).
Vom 24. Dezember 1918 bis 13. Februar 1919 war er Präsident des Ministerrates und Außenminister der Ukrainischen Volksrepublik. Tschechiwskyj gilt als einer der Ideologen der Ukrainischen Autokephalen Orthodoxen Kirche.
Am 19. April 1930 wurde er zu 10 Jahren im Gulag auf den Solowezki-Inseln verurteilt und am 3. November 1937 in Sandarmoch erschossen.
Siehe auch: Liste der Regierungschefs in der Ukraine